# Viktor Weisshaupt
Viktor Weisshaupt ou Weißhaupt, né le 6 mars 1848 à Munich et mort le 23 février 1905 à Carlsruhe, est un peintre allemand, essentiellement peintre animalier.

## Biographie

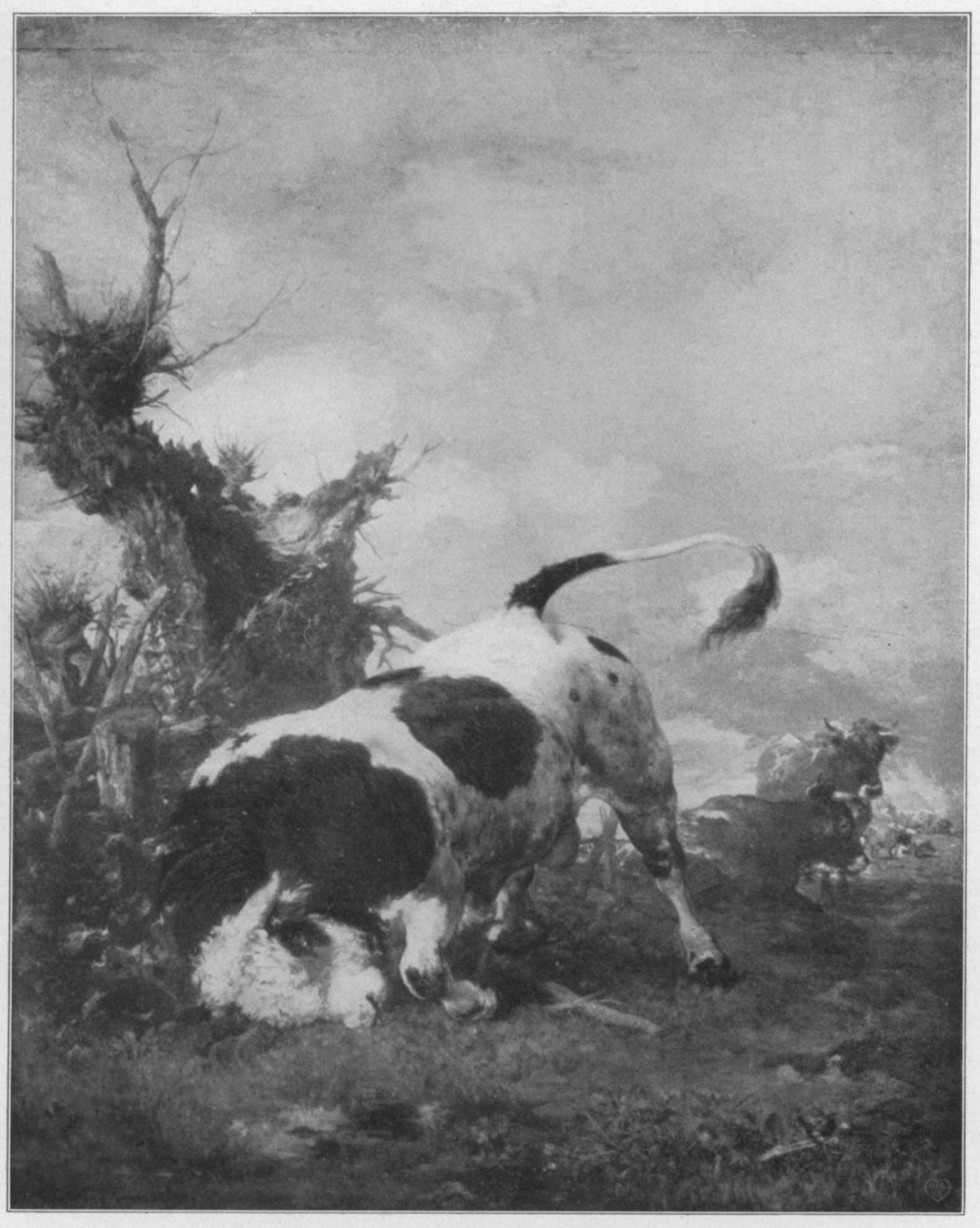
Le Taureau sauvage (1879)

Viktor Weisshaupt est le fils d'un orfèvre. Il poursuit ses études à l'académie des beaux-arts de Carlsruhe et se spécialise dans la peinture animalière et la peinture de paysages, dans le sillage d'Heinrich von Zügel.
Il est ensuite élève de Wilhelm Diez à l'académie royale des beaux-arts de Bavière, à Munich. Sa toile intitulée Le Taureau sauvage (1879) le fait connaître.
Il épouse une femme peintre paysagiste, Fanny von Geiger, et devient membre de la Sécession munichoise. Ses toiles les plus marquantes dépeignent entre 1874 et 1895 les paysages de Bavière, dont Les Landes de Dachau. Il a eu comme élève Paul Scheffer.
Weisshaupt obtient une médaille d'or à l'exposition universelle de Londres en 1878, et d'autres à Düsseldorf (1880), à Berlin en 1881, à Munich en 1876, etc.